# Ippolito Sanfratello
Ippolito Sanfratello, född den 11 mars 1973 i Piacenza, Italien, är en italiensk skridskoåkare.
Han tog OS-guld i herrarnas lagtempo i samband med de olympiska skridskotävlingarna 2006 i Turin.